# Tzanatco
Tzanatco är en ort i Mexiko.   Den ligger i kommunen Cuetzalan del Progreso och delstaten Puebla, i den sydöstra delen av landet, 180 km öster om huvudstaden Mexico City. Tzanatco ligger 731 meter över havet och antalet invånare är 153.
Terrängen runt Tzanatco är bergig. Runt Tzanatco är det ganska tätbefolkat, med 179 invånare per kvadratkilometer. Närmaste större samhälle är Ciudad de Tlatlauquitepec, 19,8 km söder om Tzanatco. I omgivningarna runt Tzanatco växer i huvudsak städsegrön lövskog.